# Саблуково (Тутаевский район)
В Ярославской области есть еще одна деревня Саблуково, в Некрасовском районе.
Саблуково (по топокарте Соблуково) — деревня Фоминского сельского округа Константиновского сельского поселения Тутаевского района Ярославской области .
Самая западная деревня сельского поселения находится к юго-западу от города Тутаева. Она расположена на возвышенности на удалении около 1 км от левого берега реки Медведка, которая к северу от деревни соединяясь с рекой Накринка образуют реку Рыкуша. Через деревню проходят две просёлочные дороги. Одна начинаясь в деревне следует на северо-восток, пересекая Медведку, выходит к деревне Шишкино и далее к деревне Копнинское. Другая проходит параллельно левому берегу Медведки. В юго-восточном направлении она проходит через расположенную рядом деревню Федорково и далее к деревням Вышницы и Парфенково, относящиеся уже к Артемьевскому сельскому поселению. В северо-западном направлении эта дорога выходит к бывшей деревне Панфилово .
Деревня Саблукова указана на плане Генерального межевания Борисоглебского уезда 1792 года. В 1825 Борисоглебский уезд был объединён с Романовским уездом. По сведениям 1859 года деревня относилась к Романово-Борисоглебскому уезду .
На 1 января 2007 года в деревне Саблуково числилось 1 постоянный житель . По карте 1975 г. в деревне жило 6 человек. Почтовое отделение Тутаев обслуживает в деревне 2 владения .